# Outpost 2 (videojuego)
Outpost 2, publicado como Outpost 2: Destino divido, es un videojuego de estrategia en tiempo real creado por Dynamix y lanzado al mercado en 1997 por Sierra Entertainment. Aunque toma ciertas ideas de Outpost (su predecesor), no se trata de una continuación de dicho videojuego.

## Trama
La trama se desarrolla tanto en las misiones que realiza el jugador, como en la novela de J. Steven York que acompaña al juego. 
Un enorme Asteroide ha destruido la tierra, y un reducido grupo de científicos e ingenieros logra escapar del planeta a bordo de la nave Conestoga. La nave mantiene a sus tripulantes en criogénesis mientras viaja comandada por una Inteligencia artificial a través de la galaxia en busca de un planeta habitable. Al no encontrarlo, y cuando los suministros de la nave comienzan a agotarse, la Inteligencia Artificial decide despertar a un grupo de tripulantes. Dados a elegir entre los planetas dentro del alcance de la nave, se decantan por un planeta frío, estéril y de atmósfera tenue, apenas habitable, que nombran como Nova Terra. Establecen en él una colonia llamada Eden. El Conestoga, la nave que los ha llevado hasta Nova Terra, termina estrellándose contra el planeta tras la fundación de Eden.
Junto a los colonos viajan las computadoras biológicas Savant, avanzadas inteligencias artificiales que tienen la función de ayudar a los humanos en la investigación, gestión de información y toma de decisiones.
Algunos años más tarde, se producen graves tensiones entre dos corrientes de pensamiento dentro de la colonia de Eden. Mientras que una parte de los colonos considera adecuado llevar a cabo experimentos que puedan llevar a la terraformación del planeta, otros consideran esto un error y proponen adaptarse a las duras condiciones de Nova Terra. El gobierno de Eden decide finalmente apoyar la terraformación. Quienes optaban por adaptarse al planeta no aceptan esta decisión, por lo que toman aproximadamente la mitad de las materias primas y vehículos de la colonia, y establecen su propia colonia independiente en otro lugar. Nombran a su colonia como Playmouth.
Ambas colonias se mantienen durante un tiempo en contacto a través de un satélite de comunicaciones puesto en órbita durante la colonización de Nova Terra. Sin embargo, cuando Eden comunica que va a comenzar la terraformación del planeta, Playmouth corta el enlace de comunicaciones, desactivando el satélite. Lo que podría haber sido una medida diplomática de protesta se convierte en un serio problema dado que ni Eden ni Playmouth poseen el código de reactivación del satélite, que por lo tanto queda permanentemente inutilizado.
El proceso de terraformación desarrollado por Eden usa una bacteria, o algún tipo de agente biológico, capaz de romper los enlaces de oxígeno de las moléculas, denominado la Plaga. Una repentina explosión en uno de los laboratorios de Eden provoca que la Plaga sea liberada al ambiente sin control. Dado su sistema de funcionamiento, la Plaga resulta también letal para los humanos y las biocomputadoras Savant.
La colonia de Eden se ve obligada a evacuar rápidamente a todos sus colonos, junto con los materiales necesarios para establecer de nuevo una colonia en otro lugar del planeta. Poco después, un volcán entra en erupción cerca de Playmouth, obligándolos también a evacuar.
Como se comprobará más adelante, las erupciones volcánicas, así como el aumento del número de terremotos y tormentas eléctricas, se debe a la acción de la Plaga y su profundo impacto en Nova Terra.
Con la Plaga en expansión y todo tipo de desastres naturales en aumento, ambas colonias llegan a la conclusión de que es necesario construir una nueva astronave que les permita abandonar Nova Terra. Sin embargo no hay recursos suficientes en Nova Terra para la construcción de dos astronaves. El conflicto entre Eden y Playmouth es inevitable, y la extinción no es una opción.

## Juego
A diferencia de la mayoría de juegos de estrategia en tiempo real, Outpost 2 se basa más en el control y la organización de la colonia que en la guerra y la destrucción del enemigo. El jugador debe controlar el número de colonos y sus ocupaciones, proporcionarles diversos servicios y mantener su moral alta para progresar.
Existen 3 tipos de juego: campaña, colonia o multijugador, en los que se puede escoger jugar con una de las dos colonias. Cada colonia tiene sus propias tecnologías, estructuras y unidades únicas, además de una serie de tecnologías, estructuras y unidades comunes a ambas. Las estructuras comunes de ambas colonias realizan la misma función, pero cuentan con diferentes gráficos según sean de una u otra colonia.
Las unidades de combate se basan en tres tipos de modelos estándar (lince, pantera y tigre, de menor a mayor blindaje) que pueden ser equipadas con diversas armas en función de las tecnologías investigadas por el jugador.
También existen torretas fijas y, en el caso de Playmouth, pequeños robots articulados llamados arañas y escorpiones.

### Modos de juego
En el modo Campaña, el jugador se enfrenta a 12 misiones. Cada misión presenta unos objetivos (alcanzar cierta población, acumular recursos, investigar tecnologías, construir estructuras o vehículos, etc) que en la mayoría de casos deben cumplirse en un tiempo límite dictado por el avance de la Plaga en el caso de Eden o de los procesos volcánicos en el caso de Playmouth. En algunas misiones no existe el combate y en otras diversus unidades de combate enemigas van penetrando en el mapa desde los bordes, o ya se encuentran desplegadas en él. 
En el modo Colonia, el jugador se enfrenta a un escenario con objetivos a largo plazo y sin tiempo límite, viéndose enfrentado a otra colonia enemiga o a tropas enemigas. El juego incluye 4 escenarios diferentes.
En el modo Multijugador, hasta 6 jugadores pueden enfrentarse entre ellos, bien sea en un enfrentamiento puramente militar, en una carrera espacial o en el intento de acumular recursos en un tiempo límite. Originalmente Sierra poseía una plataforma de juego en línea (online), pero en la actualidad no hay ningún soporte oficial para el juego en línea.